# Jon-Michael Ecker
Jon-Michael William Ecker (ur. 16 marca 1983 w San Marcos – amerykański aktor, biolog, fotograf i model. Jest synem brazylijskiego aktora Guya Eckera. W meksykańskim komediodramacie biograficznym Cantinflas (2014) z Óscarem Jaenadą w roli tytułowej wcielił się w aktora Marlona Brando. Za rolę El Güero w serialu Queen of the South w 2018 był nominowany do Imagen Award jako najlepszy aktor drugoplanowy.

## Filmografia
- 2010: Niña de mi corazón jako El Mudra
- 2011: Popland (Popland!) jako Aaron „Ari” Morales
- 2011: El Equipo jako Mike
- 2011: Miłość i przeznaczenie (La fuerza del destino) jako krupier
- 2012–2013: Corazón Valiente jako Pablo Peralta
- 2013: Plotkara jako Nicolás „Nico” de la Vega
- 2015: Mroczne zagadki Los Angeles (Major Crimes) jako Jake
- 2015–2016: Narcos jako Lion
- 2016: Agenci NCIS: Nowy Orlean (NCIS: New Orleans) jako Ramon Morel
- 2016–2019: Queen of the South jako El Güero
- 2017: Zabójcze umysły (Criminal Minds) jako Zeke Daniels
- 2018: Sideswiped jako Bobby Garcia